# Пургас
Пургас — мордовский волостель первой половины XIII века. Упоминается только в одной русской летописи, где значится главой Пургасовой волости.

## Биография

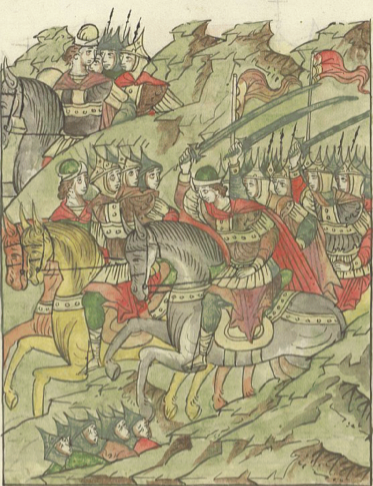

Мордовский волостель Пургас рассчитывал на поддержку булгарского хана в борьбе с русскими княжествами и находился в перманентной войне с Пурешем, союзником князя Юрия. В начале XIII века между Окой и Темниково-Водскими лесами по нижнему течению р. Мокша возникла Пургасова волость, где жили «мордва и русь пургасовы». Во главе этой волости стоял волостель Пургас, живший недалеко от нынешнего Кадома на правом берегу р. Мокши, по-видимому в районе с. Пургасова.
В 1228 году объединенное войско нескольких русских князей разорило земли Пургаса:
Муромскыи князь Гюрги Давыдовичь вшед в землю Мордовьскую, Пургасову волость пожгоша жита и потравиша, и скот избиша, полон послаша назад а Мордва вбегоша в лесы своя в тверди, а кто не вбегл, тех избиша наехавше Гюргеви молодии, в 4 день генваря. То видевше молодии Ярославли и Василкови и Всеволжи, оутаившеся на заоутрие ехаша в лес глубок, а Мордва давше им путь, а сами лесом обидоша их около, избиша бежаща в тверди, тех тамо избиша, и князем нашим не бысть кого воевати
В апреле 1229 года Пургас пытался разорить Нижний Новгород, сумел лишь сжечь посад города и окрестные сёла, но крепость взять не удалось:
…придоша Мордва с Пургасом к Новугороду [Нижнему], и отбишася их Новгородци, и зажегше монастырь Св. Богородици и церковь, иже бе вне града, того же дни и отъехаша прочь, поимав свое избъеныя болшия. Того же лета победи Пургаса Пурешев сын с Половци, изби Мордву и всю Русь Пургасову, а Пургас едва вмале утече
В середине XIII века Пургасова волость попала под татаро-монгольское иго. Войска Батыя вышли в 1236 году, но вторжение стало осуществляться только летом 1237 года. Среди глав покорённых княжеств, приезжавших в Орду за ярлыками на княжение, имя Пургаса не упоминается.

## Образ в литературе
- 1978 — поэма «Возмездие» В. Ф. Егорова
- 1988 — исторический роман «Пургаз» эрзянского народного писателя К. Г. Абрамова, переведённом и на русский язык.
- 1991 — «Хронограф, или Повествование о мордовском народе и его истории» В. А. Юрчёнкова
- 2002 — роман «Смерть во спасение» Владислава Романова.
- Мини-опера Александра Кизаева «Пургаз цёрыне» («Пургаз юноша»).